# 梁少培
梁少培，OMB（Leong Sio Pui，1955年—），澳門人、商人。
澳門童軍總會理事會主席，曾任湖北省第七屆政協委員、全國青聯第七屆委員。
2018年1月，当选第十三届全国政协委员。